# Oxalis articulata
Espèce
Oxalis articulata, l'oxalis articulé, est une plante herbacée du genre des Oxalis de la famille des Oxalidacées.

Fleurs

## Description
L'oxalis articulé est une herbe pérenne, sans tige, portant un rhizome tubérisé de 15 cm de long sur 2,5 mm de diamètre.
De nombreuses feuilles en touffe émergent du sol, en rosette. À l'extrémité d'un long pétiole grêle (jusqu'à 30 cm), s'étalent perpendiculairement au pétiole, 3 folioles, globalement orbiculaires (5 cm de diamètre). Chaque foliole est obcordée (en forme de cœur), à marge très finement ciliée, avec un apex profondément échancré. La face inférieure des folioles porte généralement des granulations orangées bien visibles
L'inflorescence en cyme ombelliforme, de 3 à 30 fleurs (portées chacune par un pédicelle rose de 10-30), est portée par un long pédoncule un peu plus long que le pétiole des feuilles. Les 5 sépales verts de 3-5 mm, lancéolés entourent les 5 pétales rose vif, parcourus parfois de stries foncées, obcordés.

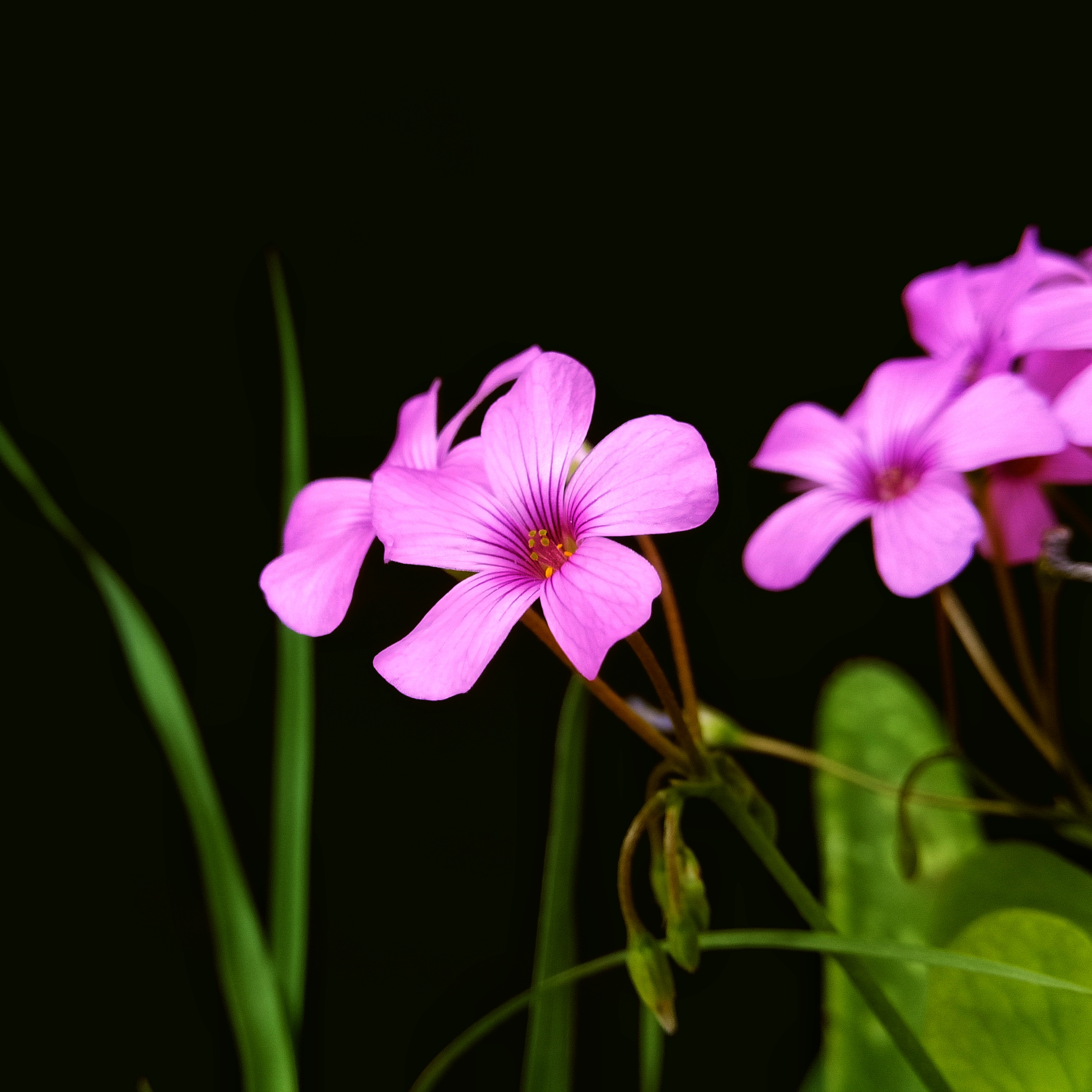
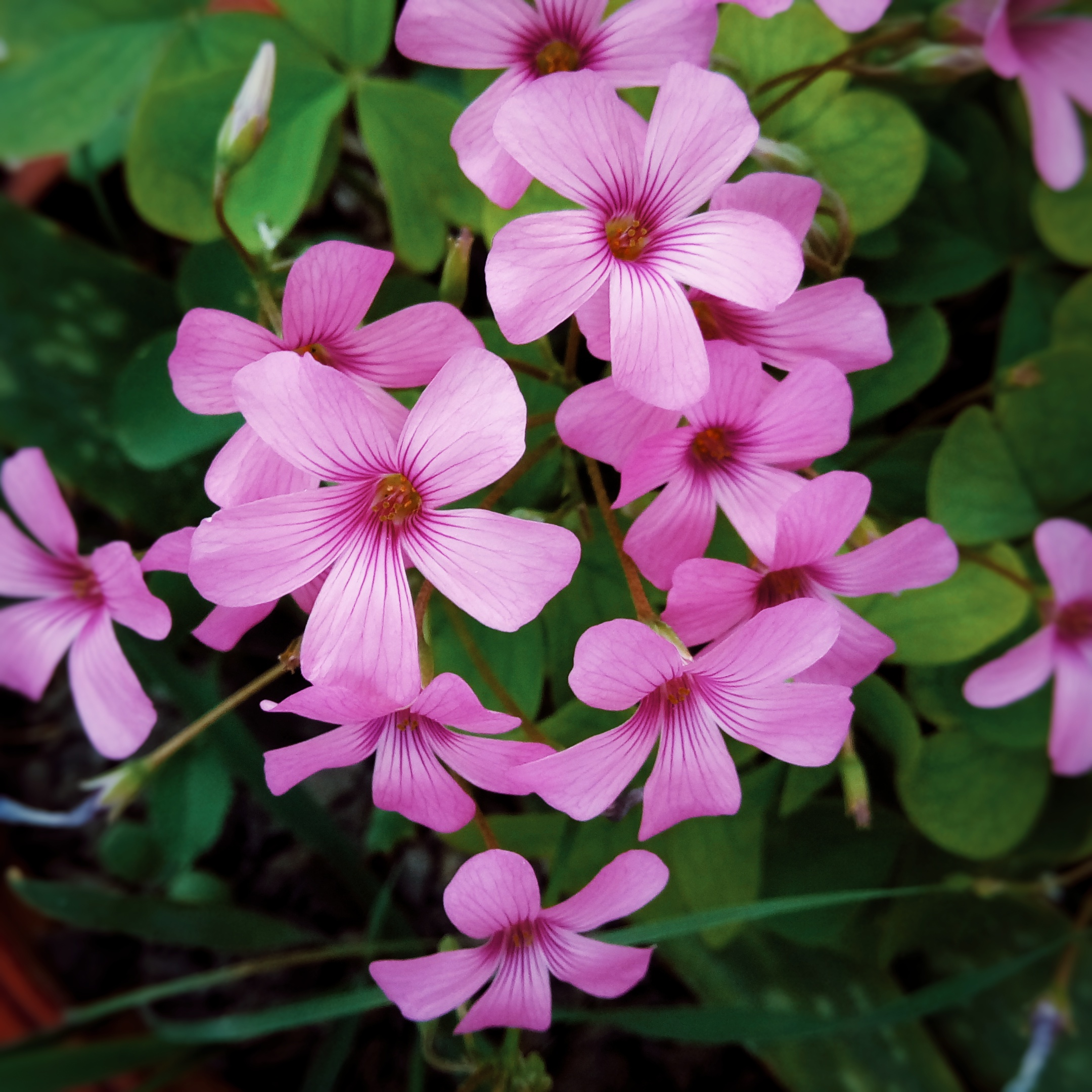

La floraison a lieu d'avril à juin.

Le fruit est une capsule.

## Distribution
L'oxalis articulé est originaire d'Amérique du Sud (Brésil, Argentine, Paraguay, Uruguay).
Il s'est naturalisé dans de nombreux pays : Açores, Turquie, Japon, Australie, Nouvelle-Zélande, Irlande, Royaume-Uni, France, Portugal, Espagne, Costa Rica, Panama.
Il s'est naturalisé dans le sud de la France, en Bretagne et dans le Sud-Ouest. Rare ailleurs.
Il pousse dans les friches ouvertes eutrophiles.

## Culture
Il est cultivé comme plante ornementale, dans les régions tempérées.

## Liste des sous-espèces et non-classés
Selon NCBI (30 août 2012) :
- sous-espèce Oxalis articulata subsp. articulata
  - non-classé Oxalis articulata f. crassipes
- sous-espèce Oxalis articulata subsp. rubra

Selon Catalogue of Life (30 août 2012) :
- sous-espèce Oxalis articulata articulata Savigny